# Canta Pinduca
Canta Pinduca é o vigésimo oitavo álbum de estúdio da banda Mastruz com Leite. É uma homenagem a Pinduca.

## Faixas
1. Carimbó do Macaco
2. O Pinto
3. Chuva e Lágrima
4. Meu Forrobodó
5. Mel de Engenho
6. Bala de Rifle
7. Sinhá Pureza
8. Lenda do Guaraná
9. Dança do Carimbó
10. Carimbó no Mato
11. Sirimbó da Vovó
12. Sem Você Nada é Bonito
13. Sorriso Lindo
14. Leão Faminto